# Нерчинський район
Не́рчинський район (рос. Нерчинский район) — район у складі Забайкальського краю Російської Федерації.
Адміністративний центр — місто Нерчинськ.

## Населення
Населення — 27099 осіб (2019; 28455 в 2010, 30694 у 2002).

## Адміністративний поділ
Район адміністративно поділяється на 2 міських та 13 сільських поселень:
| Поселення                            | Площа, км² | Населення, осіб (2002) | Населення, осіб (2010) | Населення, осіб (2019) | Центр          | Населені пункти |
| ------------------------------------ | ---------- | ---------------------- | ---------------------- | ---------------------- | -------------- | --------------- |
| Нерчинське міське поселення          | 226,81     | 15811                  | 14999                  | 14946                  | Нерчинськ      | 2               |
| Приісковське міське поселення        | 86,03      | 2283                   | 2151                   | 1966                   | Приісковий     | 3               |
| Андронниковське сільське поселення   | 337,92     | 263                    | 271                    | 268                    | Андронниково   | 3               |
| Бішигінське сільське поселення       | 204,03     | 534                    | 479                    | 438                    | Бішигіно       | 2               |
| Верхньоключівське сільське поселення | 384,01     | 673                    | 602                    | 481                    | Верхні Ключі   | 3               |
| Верхньоумикейське сільське поселення | 102,91     | 263                    | 237                    | 231                    | Верхній Умикей | 1               |
| Заріченське сільське поселення       | 203,54     | 1546                   | 1458                   | 1350                   | Зарічний       | 3               |
| Знаменське сільське поселення        | 333,51     | 1735                   | 1538                   | 1362                   | Знаменка       | 5               |
| Зюльзинське сільське поселення       | 995,91     | 2203                   | 1936                   | 1767                   | Зюльзя         | 2               |
| Ілімське сільське поселення          | 317,39     | 795                    | 665                    | 646                    | Ілім           | 1               |
| Кумакинське сільське поселення       | 331,96     | 636                    | 519                    | 478                    | Праві Кумаки   | 3               |
| Нижньоключівське сільське поселення  | 187,36     | 590                    | 498                    | 443                    | Нижні Ключі    | 1               |
| Олеканське сільське поселення        | 1016,64    | 951                    | 884                    | 742                    | Олекан         | 1               |
| Олінське сільське поселення          | 337,08     | 1272                   | 1185                   | 1025                   | Олінськ        | 3               |
| Пішковське сільське поселення        | 370,17     | 1139                   | 1033                   | 956                    | Пішково        | 4               |

## Найбільші населені пункти
| №  | Населений пункт | Населення, осіб (2002) | Населення, осіб (2010) |
| -- | --------------- | ---------------------- | ---------------------- |
| 1  | Нерчинськ       | 15748                  | 14959                  |
| 2  | Зюльзя          | 1801                   | 1600                   |
| 3  | Приісковий      | 1649                   | 1520                   |
| 4  | Зарічний        | 995                    | 969                    |
| 5  | Олінськ         | 1043                   | 941                    |
| 6  | Олекан          | 951                    | 884                    |
| 7  | Знаменка        | 906                    | 796                    |
| 8  | Ілім            | 795                    | 665                    |
| 9  | Нижні Ключі     | 590                    | 498                    |
| 10 | Нагорний        | 551                    | 489                    |